# Росетти, Александру
Александру Росетти (рум. Alexandru Rosetti; 20 октября 1895, Бухарест — 27 февраля 1990, там же) — румынский учёный, лингвист, филолог, редактор, педагог, историк румынского языка и литературы, профессор и ректор Бухарестского университета, академик Румынской Академии (1948), заслуженный деятель науки Румынии.
Лауреат Государственной премии Румынии (1962) и Премии Гердера (1980).

## Биография
Потомок боярского рода. Сын юриста и землевладельца. Участник Первой Мировой войны, был ранен в 1917 году.
В 1920 году окончил Бухарестский университет, ученик Иона Биану и Димитрия Ончул. Затем Высшую школу исторических и филологических наук, в 1920—1928 годах учился в Париже. Защитил докторскую диссертацию в Сорбонне, Париж.
С 1932 года — профессор Бухарестского университета, ректор университета в 1946‒1948 годах. Руководитель Центра фонетических и диалектологических исследований (с 1963).

## Научная деятельность
Автор трудов по румынскому языку (главным образом его истории), балканистике, текстологии, проблемам общего языкознания и филологии.
Основные области исследования ‒ история, этимология и диалектология румынского языка, литературный румынский язык и его история, балканистика, общее языкознание (фонетика и фонология, грамматика, лексикология), текстология, стилистика художественной литературы, история языкознания.
Опубликовал работы по лингвистической географии, математической лингвистике. Редактор многих лингвистических журналов («Bulletin linguistique», «Studii şi cercetări lingvistice», «Fonetícă şi dialectologie» и др.).
Почётный член многих зарубежных Академий наук.